# Fédération djiboutienne de jeux d'échecs
La Fédération Djiboutienne de jeux d'Échecs (FDE) est l'organisme qui a pour but de promouvoir la pratique des échecs en République de Djibouti.

## Présentation
Créée en 1980, la FDE est affiliée aux instances internationales telles que la Fédération Internationale des Échecs, l'Association Internationale des Échecs Francophones, etc. Son siège est à Djibouti. Monsieur YASSIN SOULEIMAN HASSAN est élu au suffrage universel pour la présidence de la fédération djiboutienne des échecs en 2024.